# شهرستان بستک
شهرستان بَستَک یکی از شهرستان‌های استان هرمزگان در جنوب ایران است.شهر بستک مرکز این شهرستان است.

## تقسیمات کشوری
شهرستان بستک شامل ۳ بخش، ۷ دهستان و ۵ شهر به نام‌های زیر است:

### شهرستان بستک
| بخش        | مرکز بخش  | جمعیت بخش ۱۳۹۵ | نام دهستان | مرکز دهستان | جمعیت دهستان ۱۳۹۵ | شهر         | جمعیت شهر ۱۳۹۵      |
| ---------- | --------- | -------------- | ---------- | ----------- | ----------------- | ----------- | ------------------- |
| مرکزی      | بستک      | ۴۰٬۱۷۴ نفر     | گوده       | دهنگ        | ۹٬۵۹۹ نفر         | بستک کوهیج  | ۹٬۹۵۹ نفر ۳٬۵۹۷ نفر |
| مرکزی      | بستک      | ۴۰٬۱۷۴ نفر     | فتویه      | فتویه       | ۸٬۹۰۰ نفر         | بستک کوهیج  | ۹٬۹۵۹ نفر ۳٬۵۹۷ نفر |
| مرکزی      | بستک      | ۴۰٬۱۷۴ نفر     | دهتل       | دهتل        | ۸٬۱۱۹ نفر         | بستک کوهیج  | ۹٬۹۵۹ نفر ۳٬۵۹۷ نفر |
| جناح       | جناح      | ۲۳٬۵۷۴ نفر     | فرامرزان   | کمشک        | ۸٬۴۳۴ نفر         | جناح هنگویه | ۶٬۹۱۰ نفر ۴٬۲۹۵ نفر |
| جناح       | جناح      | ۲۳٬۵۷۴ نفر     | جناح       | جناح        | ۳٬۹۳۵ نفر         | جناح هنگویه | ۶٬۹۱۰ نفر ۴٬۲۹۵ نفر |
| کوخرد هرنگ | کوخردهرنگ | ۱۶٬۷۲۸ نفر     | هرنگ       | هرنگ        | ۳٬۹۰۰ نفر         | کوخردهرنگ   | ۸٬۹۵۴ نفر           |
| کوخرد هرنگ | کوخردهرنگ | ۱۶٬۷۲۸ نفر     | کوخرد      | کوخرد       | ۳٬۸۷۴ نفر         | کوخردهرنگ   | ۸٬۹۵۴ نفر           |

## جمعیت
جمعیت شهرستان بستک طبق سرشماری عمومی نفوس و مسکن در سال ۱۳۹۵، برابر با ۸۰٬۴۹۲ نفر بوده ‌است. 

## محدوده شهرستان بستک
شهرستان بستک از شمال به شهرستان لارستان، از جنوب به شهرستان پارسیان و شهرستان بندر لنگه، از غرب به شهرستان لامرد و از شرق به شهرستان خمیر محدود می‌شود

## موقعیت اقلیمی
شهرستان بستک به علت نزدیکی به خلیج فارس و نزدیکی به منطقه حاره و داشتن موقعیت کوهستانی، دارای ویژگی‌های اقلیمی مخصوص به خود است، با توجه به موقعیت منطقه دارای آب وهوای گرم و خشک در تابستان، و سرد و خشک در زمستان است. شهرستان بستک به علت نزدیکی به مدار خط السرطان دارای آب وهوای گرم و خشک به لحاظ تقسیم‌بندی اقلیمی است. بر اساس اطلاعات موجود از ایستگاه جناح میانگین درجه حرارت در طول دوره آماری ۵/۴۹ درجه سانتیگراد وحد اقل مطلق آن صفر درجه سانتیگراد است. اصولاً آب وهوای منطقه گرم است. بنا براین منطقه «گرمسیر» یا «گرمسیرات» نامیده شده‌است. قسمت اعظمی از روزها ی سال گرمای هوایش از حد مطلوب ومورد نیاز یعنی ۲۵ درجه‌است. به‌طوری‌که حدود ۳۰۰ روز از روزهای سال از گرمای بیش از حد مطلوب برخوردار است.

## وضعیت توپوگرافی
شهرستان بستک از جمله ناهموارترین مناطق استان هرمزگان است به گونه‌ای که برخی از ناهموارترین و بلندترین ارتفاعات استان در این شهرستان واقع شده‌است. دامنه ارتفاعات کمتر از ۱۰۰ متر تا بیش از ۲۰۰۰ متر تا ۳۰۰۰ متر، کوه گاه‌بست و کوه سیاه در شمال شهرستان، و کوه ناخ و زنگارد در جنوب شرقی شهرستان، پراکندگی دارد که در این میان کمترین وسعت مربوط به طبقه ارتفاعی کمتر از ۱۰۰ متر با ۲٪ بوده و بیشتر آن مربوط به طبقه ارتفاعی ۴۰۰ تا ۵۰۰ متر با ۲۴٪ است. همچنین ۱۵٪ وسعت بخش نیز در ارتفاعی بیش از ۱۰۰ متر قرار گرفته‌است.

## خدمات عمومی، زیربنایی و پزشکی بومی شهرستان بستک
باتوجه به تقسیمات سیاسی جدید و تشکیل سه بخش: کوخردهرنگ و مرکزی و جناح، بستک در شهرستان و قطب بندی سیاسی در منطقه، خدمات عمومی وزیر بنایی توزیع گردیده‌است.
مطالعات انجام شده در خصوص نرخ باسوادی شهرستان بستک نشان می‌دهد که براساس سر شماری عمومی سال ۱۳۷۵ شهرستان بستک دارای ۵/۷۵ در صد نرخ باسوادی در گروه مردان و ۹۲/۶۳ در صد نرخ باسوادی در گروه زنان بوده‌است.
آمارهای مربوط به وضعیت آموزش جمعیت روستایی شهرستان بستک گویای این مطلب است که ۹۴/۶۶ در صد جمعیت ۶ تا ۲۴ ساله شهرستان بستک در سال ۱۳۷۵ در حال تحصیل بوده‌اند.
براساس آخرین سر شماری عمومی نفوس و مسکن ۱۳۷۵ خورشیدی جمعیت شهرستان بستک ۴۹۶۷۶ نفر گزارش کرده‌است.

## فهرست منابع و مآخذ
- حاج علی اکبر پیام بستکی (۱۳۵۹)، فرهنگ بستکی، تهران: انتشارات هفته
- حسین نوربخش (۱۳۵۸)، بندرلنگه در ساحل خلیج فارس، بندرعباس: ابن سینا
- محمدیان، کوخردی، محمد،  (شهرستان بستک و بخش کوخرد) ، ج۱. چاپ اول، دبی: سال انتشار ۲۰۰۵ میلادی.
- عباسی، قلی، مصطفی،  «بستک وجهانگیریه»،  چاپ اول، تهران: ناشر: شرکت انتشارات جهان معاصر، سال ۱۳۷۲ خورشیدی.
- سلامی، بستکی، احمد.  (بستک در گذرگاه تاریخ)  ج۲ چاپ اول، ۱۳۷۲ خورشیدی.
- بالود، محمد.  (فرهنگ عامه در منطقه بستک)  ناشر همسایه، چاپ زیتون، انتشار سال ۱۳۸۴ خورشیدی.
- مهندس: موحد، جمیل. (بستک و خلیج فارس) چاپ اول، تهران: سال انتشار ۱۳۴۳ خورشیدی.
- بنی عباسیان، بستکی، محمد اعظم،  «تاریخ جهانگیریه»  چاپ تهران، سال ۱۳۳۹ خورشیدی.
- الکوخردی، محمد، بن یوسف، (کُوخِرد حَاضِرَة اِسلامِیةَ عَلی ضِفافِ نَهر مِهران Kookherd, an Islamic District on the bank of Mehran River) الطبعة الثالثة، دبی: سنة ۱۹۹۷ للمیلاد.
- محمدیان، کوخری، محمد، “ (به یاد کوخرد) “، ج۱. ج۲. چاپ اول، دبی: سال انتشار ۲۰۰۳ میلادی.
- العباسی، مصطفی محمد زمان، «نادر البیان فی ذکر انساب بنی عباسیان» چاپ قطر: ۱۹۷۷ میلادی (به عربی).
- بختیاری، سعید،  «اتواطلس ایران» ، “ مؤسسه جغرافیایی وکارتگرافی گیتاشناسی، بهار ۱۳۸۴ خورشیدی.
- محمد، صدیق «تارخ فارس» صفحه‌های (۵۰ ـ ۵۱ ـ ۵۲ ـ ۵۳)، چاپ سال ۱۹۹۳ میلادی.
- اطلس گیتاشناسی استان‌های ایران [Atlas Gitashenasi Ostanhai Iran] (Gitashenasi Province Atlas of Iran)